# Hajtovka
Hajtovka es un municipio del distrito de Stará Ľubovňa en la región de Prešov, Eslovaquia, con una población estimada a final del año 2024 de 75 habitantes.
Se encuentra ubicado al noroeste de la región, cerca del río Poprad (cuenca hidrográfica del río Vístula) y de la frontera con  Polonia.

## Demografía
| Año        | 1994 | 2004     | 2014     | 2024    |
| ---------- | ---- | -------- | -------- | ------- |
| Población  | 109  | 91       | 76       | 75      |
| Diferencia |      | −16,51 % | −16,48 % | −1,31 % |

| Año        | 2023 | 2024    |
| ---------- | ---- | ------- |
| Población  | 69   | 75      |
| Diferencia |      | +8,69 % |